# Leif Brodén
Leif Brodén, född 24 mars 1960, är en svensk företagsledare.
Leif Brodén växte upp i Säffle. Han har studerat internationell ekonomi och tagit MBA-examen vid Handelshögskolan i Stockholm. Han är bosatt i Växjö efter fem år i Australien. År 1999 blev han VD för Södra Cell och 2004 koncernchef för Södra Skogsägarna. I maj 2012 avsattes han från VD-posten. Han var utöver detta uppdrag bland annat styrelseordförande i Skogsindustrierna 2008–2010 och styrelseledamot i Korsnäs AB.
Leif Brodén invaldes 2009 som ledamot av Ingenjörsvetenskapsakademien.
2010 utgav han tillsammans med etnologen Bengt Jacobsson boken Din framgång – ingen annan illa. Boken är en dialog om hur man under tio år utvecklar sin produktivitetsmetod.
Leif Brodén är bland annat styrelseordförande i Svenska Solparksprojekt AB, Forest Friends AB och AB Strövtåg.